# 首善堂 (上海)
首善堂是中国上海的一座历史建筑，位于黄浦区重庆南路139号，位于重庆南路东侧，太仓路南侧，淡水路西侧，三面临街。
首善堂是天主教修会遣使会曾经在中国天津、上海、汉口等城市所设立的帐房（办事处），神甫以法国籍居多。遣使会曾经在中国河北（包括京津）、江西、浙江等省传教，建立了诸多教区。为支持传教事业，在天津、上海、汉口等通商口岸的租界内设立办事处，经营房地产、金融、证券等投资活动，为在内地的传教区提供传教经费。其中天津首善堂是华北地区遣使会所设立，其房地产收入支持北京教区、天津教区、保定教区、正定教区及北京文声修院所需经费。而上海、汉口两地首善堂是江西省遣使会设立，其房地产收入支持南昌总教区、吉安教区、余江教区、赣州教区四个教区所需的经费。
上海首善堂设立于1856年，位于上海法租界，最初在法租界外滩（中山东二路），租界扩展后西迁，西门在吕班路（今重庆南路）139号，东门在萨坡赛路（淡水路）116号，北临蒲柏路（太仓路）。
上海首善堂经营的房地产业务并不局限于法租界，并且延伸到华界。例如1861年，首善堂购买闸北甘肃路土地6.473亩，出租建屋。
1950年代，首善堂产权收归国有。2015年，首善堂被列为第五批上海市优秀历史建筑。